# Wanted Man
Wanted Man es uno de los álbumes del cantante country Johnny Cash.
Se trata básicamente de una recopilación de canciones de Cash hecha a través de sus años de carrera. Los éxitos "Wanted Man" y "The Night Hank Williams Came to Town" son los únicos que destacan pese a que el disco de 10 canciones tiene remakes de canciones como "Ballad of A Teenage Queen" los tiempos más oscuros fueron cuando Cash firmó con Mercury el disco logró.

## Canciones
1. The Night Hank Williams Came to Town - 3:22
(Braddock y Williams )
2. Let Him Roll - 4:27
(Clark)
3. My Ship Will Sail - 2:45
(Reynolds)
4. That Old Wheel - 2:50
(Pierce)
5. Ballad of a Teenage Queen - 2:46
(Clement)
6. Beans for Breakfast - 3:17
(Cash)
7. Wanted Man - 2:51
(Dylan)
8. The Greatest Cowboy of Them All - 3:30
(Cash)
9. Goin' by the Book - 3:18
(Lester)
10. I'll Go Somewhere and Sing My Songs Again - 3:10
(Hall )